# سرژ چوروک
سرژ چوروک ( فرانسوی: Serge Tchuruk‎؛ زادهٔ ۱۳ نوامبر ۱۹۳۷) کارآفرین ارمنی‌تبار اهل فرانسه بود. وی تا پایان نوامبر ۲۰۰۶ مدیر عامل اجرایی و رئیس هیئت مدیره آلکاتل-لوسنت (یک شرکت مخابرات جهانی) و تا زمان استعفایش در اکتبر ۲۰۰۸ رئیس همان شرکت بود.

## زندگی‌نامه
با نام اصلی سرژ چوروکچیان (به فرانسوی: Serge Tchurukdichian) در مارسی به دنیا آمد. در سال ۱۹۶۲ از مدرسه پلی‌تکنیک فارغ‌التحصیل شد و عضو Corps de l'armement می‌باشد.